# デヴィッド・グラブス
デヴィッド・グラブス（David Grubbs、1967年9月21日 - ）はアメリカ合衆国のミュージシャン、シンガーソングライター。スクワール・バイト、バストロ、ガスター・デル・ソルといったバンドに所属し、現在はソロのアーティストとして活動。

## 略歴
最初に所属したバンドはThe Happy Cadaversというパンクバンドで、1枚のシングルをリリースした。その後スクワール・バイトの前身であるハードコア・パンクバンド、Squirrelbait Youthを結成。スクワール・バイト・ユースの後もバストロやビッチ・マグネット、ガスター・デル・ソル、コデイン、その他多数のバンド／アーティストにメンバーもしくはゲストとして参加し、ミュージシャンとしてのキャリアを深めていく。
ガスター・デル・ソル解散後の1997年、デビューソロアルバム『Banana Cabbage, Potato Lettuce, Onion Orange』をリリース。以降はソロアーティスト／シンガーソングライターとして活動し、多数のソロ／コラボレーション作品をリリースしている。

## 作品

### ソロアルバム
- Banana Cabbage, Potato Lettuce, Onion Orange （1997年）
- The Thicket （1998年）
- The Coxcomb（1999年）
- The Spectrum Between （2000年）
- Act Five, Scene One （2002年）
- Rickets & Scurvy （2002年）
- Comic Structure （2003年）
- A Guess at the Riddle （2004年）
- An Optimist Notes the Dusk （2008年）
- The Plain Where the Palace Stood （2013年）

### ソロシングル、EP
- "Aux Noctambules" （2000年）
- Thirty-Minute Raven EP （2000年）
- "Crumbling Land" （2003年、エイヴィー・テアとのスプリット）
- "Yellow Sky" （2005年）
- Two Soundtracks for Angela Bulloch EP （2005年）
- Hybrid Song Box.4 EP （2009年）

### コラボレーション・アルバム
- Apertura with Mats Gustaffson （1999年）
- Arbovitae with Loren Connors （2003年）
- Off-Road with Mats Gustaffson （2003年）
- Thiefth with Susan Howe （2005年）
- The Harmless Dust with Nikos Veliotis （2005年）
- Souls of the Labadie Tract with Susan Howe （2006年）
- Frolic Architecture with Susan Howe （2011年）
- Failed Celestial Creatures with Taku Unami　(2018年)
- Comet Meta with Taku Unami　(2020年)

### 著書
- デイヴィッド・グラブス 著、若尾裕, 柳沢英輔 訳『レコードは風景をだいなしにする ジョン・ケージと録音物たち』フィルムアート社、2015年。（原書 David Grubbs, David Grubbs (2014), Records Ruin the Landscape: John Cage, the Sixties, and Sound Recording）